# Guthrie, Oklahoma
Guthrie är administrativ huvudort i Logan County i Oklahoma. Guthrie hade 10 191 invånare enligt 2010 års folkräkning. Orten fick sitt namn efter domaren John Guthrie. År 1907 valdes Guthrie till Oklahomas huvudstad men förlorade 1910 den ställningen till Oklahoma City efter en omröstning.